# Potomac (Illinois)
Pour les articles homonymes, voir Potomac (homonymie).
Potomac est un village situé à l'est du comté de Vermilion dans l'Illinois, aux États-Unis,. Le village est incorporé le 2 février 1906.

## Démographie
Lors du recensement de 2010, le village comptait une population de 750 habitants. Elle est estimée, en 2016, à 710 habitants.

### Source de la traduction
- (en) Cet article est partiellement ou en totalité issu de l’article de Wikipédia en anglais intitulé « Potomac, Illinois » (voir la liste des auteurs).